# گرانولز ایندیا
گرانولز ایندیا (انگلیسی: Granules India) شرکت داروسازی هندی است، که در سال ۱۹۸۴ تأسیس شد.